# Мохналь Марія Миколаївна
Марі́я Микола́ївна Мо́хналь  (нар. 14 вересня 1961, с. Поздимир, Радехівський район, Львівська область) — українська поетеса, авторка чотирьох збірок поезії, член Національної спілки письменників України.

## Життєпис
У 1967 році переїжджає із батьками в Червоноград. Навчалася в загальноосвітній школі № 11 Червонограда. З 4 класу Марія починає складати вірші.
У 1990-1991 роках навчалася у Львівському обліково-кредитному технікумі (тепер Львівський інститут банківської справи).
Працювала бухгалтером у БУ-23 фірми «Прибужжя» та на студії місцевого радіомовлення «Новий Двір».
Має дочку і сина.

## Творчість

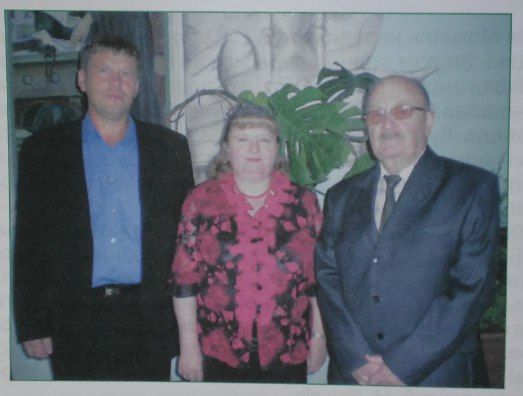
Марія Мохналь з колегами по перу: Євгеном Кравчуком та Юрієм Хомою

З 10 червня 2001 року — член Національної спілки письменників України.
Авторка чотирьох поетичних збірок.
- «Не судіть за любов» (1994)
- «Кленовий осені вогонь» (1998)
- «Неутрачений рай» (2001)
- «На скрижалях вересня» (2011)

1988-2014 рр. — секретар Червоноградського літературного об'єднання ім. В. Бобинського.
З 2000 року — головний редактор літературно-громадського щорічника «Провесень».
На вірші поетеси багато пісень написали місцеві композитори З. Сковрон, З. Лис, Я. Кортко, С. Виноградський, Н. Зіньків.
Людмила Ржегак назвала збірку «Не судіть за любов» першою ластівкою талановитої поетеси, а вірші в ній — струнами чутливого, ніжного і щирого серця.
Член Національної спілки письменників Любов Бенедишин у рецензії на поетичну збірку «На скрижалях вересня» каже, що «за назвами книжок можна розгледіти свідомі (чи й неусвідомлені) уподобання і нахили автора, зрозуміти яким богам (чи й ідолам) покликана служити його муза. Отож, не важко здогадатися, що любов і осінь — це ті два надійні крила, які здіймають поетичне слово Марії Мохналь над буденністю існування».
Левко Різник про збірку «Неутрачений рай»: 
|  | "Книга Марії Мохналь своєрідна – і не тільки в доробку авторки. Тут так багато поезій про кохання, про любов. Однак, жодних повторень. А все нові й нові нюанси, все розмаїтіші гілки й гілочки єдиного Богом дарованого почуття, що є визначальним і стрижневим у людському житті. Ця збірка – ніби витяг, квінтесенція з якогось великого роману. Прозовий фактаж відкинуто, а читачеві дано лише найголовніше". |

.